# Memphis grandis
Espèce
Memphis grandis est une espèce d'insectes lépidoptères (papillons) de la famille des Nymphalidae, de la sous-famille des Charaxinae et du genre Memphis.

## Dénomination
Memphis grandis a été décrit par Herbert Druce en 1877 sous le nom initial de Paphia grandis.

## Description
Memphis grandis, plus grand que les autres Memphis est un papillon aux ailes antérieures à bord costal bossu, bord externe presque droit, angle interne en crochet et bord interne très concave. Chaque aile postérieure porte une queue en massue.
Le dessus est bleu foncé presque noir avec une partie basale bleu métallisé ou marron avec une partie basale jaune vert métallisé.
Le revers est jaune orangé, ocre clair marque de taches foncées chez la femelle, et simule une feuille morte.

## Écologie et distribution
Memphis grandis est présent au Brésil et en Guyane,.

### Protection
Pas de statut de protection particulier.